# 小行星10943
小行星10943（10943 Brunier）是一颗绕太阳运转的小行星，为主小行星带小行星。该小行星于1999年3月20日发现。

## 轨道参数
小行星10943的轨道半长轴为2.1466742 UA，离心率为0.174。